# تشنه (فیلم)
تشنه (به هندی: Pyaasa) فیلمی محصول سال ۱۹۵۷ و به کارگردانی گورو دات است. در این فیلم بازیگرانی همچون گورو دات، وحیده رحمان، مالا سینها، جانی واکر، رحمان ایفای نقش کرده‌اند.